# Peter Taylor
För den nyzeeländske roddaren med samma namn, se Peter Taylor (roddare).
Peter Matthew Hillsman Taylor född 8 januari 1917 i Trenton i Tennessee, död 2 november 1994 i Charlottesville i Virginia, var en amerikansk författare. 
Taylor föddes i en välbärgad familj och tillbringade sin tidiga barndom i Nashville och Saint Louis tills hans far, en advokat, flyttade sin praktik till Memphis, Tennessee 1936. Taylor studerade vid Rhodes College, därefter vid Vanderbilt University och Kenyon College i Gambier, Ohio.
Taylors verk utspelar sig ofta i en förort i Södern. Hans karaktärer är vanligtvis medel- eller överklass, ofta beskrivna i en tid av förändring och i en kamp för att upptäcka och definiera sin roll i samhället.  
Taylor har även skrivit tre romaner, exempelvis A Summons to Memphis, 1986, för vilken han vann Pulitzerpriset för skönlitteratur 1987 och In the Tennessee Country, 1994. Hans samling The Old Forest and Other Stories, 1985 vann PEN/Faulkner Award. Taylor undervisade i litteratur och skrivande vid Kenyon och vid University of Virginia. Han var gift med poeten Eleanor Ross Taylor i 51 år och dog 1994.

### Novellsamlingar
- A Long Fourth and Other Stories, 1948.
- The Widows of Thornton, 1954,
- Happy Families Are All Alike: A Collection of Stories, 1959.
- Miss Leonora When Last Seen and Fifteen Other Stories, 1963.
- The Collected Stories of Peter Taylor, 1969.
- In the Miro District and Other Stories, 1977.
- The Old Forest and Other Stories, 1985.
- The Oracle at Stoneleigh Court, 1993.

### Romaner
- A Woman of Means, 1950
- A Summons to Memphis, 1986.
- In the Tennessee Country, 1994.

### Dramatik
- Tennessee Day in St. Louis, 1959.
- A Stand in the Mountains,1965
- Presences: Seven Dramatic Pieces (innehåller "Two Images," "A Father and a Son," "Missing Person," "The Whistler," "Arson," "A Voice through the Door," och "The Sweethearts"), 1973.

### Utgivet på svenska
- Staden Thorntons änkor 1956
- Den gamla skogen och andra berättelser 1986
- Ett bud från Memphis 1988

## Priser och utmärkelser
- Pulitzerpriset för skönlitteratur 1987 för A Summons to Memphis